# Pandémie de Covid-19 à Singapour
La pandémie de Covid-19 à Singapour démarre officiellement le 23 janvier 2020. À la date du 1er novembre 2022, le bilan est de 1 680 morts, et la pandémie est repartie à la hausse depuis l'été 2021 malgré une vaccination massive.

## Épidémiologie

### Contexte
Le 31 décembre 2019, les autorités sanitaires chinoises signalent à l'Organisation mondiale de la santé (OMS) un groupe de cas de pneumonie virale de cause inconnue à Wuhan, dans la province du Hubei,. L'OMS lance une enquête début janvier 2020. Le 30 janvier, après avoir  achevé l'enquête à Wuhan et recueilli des preuves que le nouveau coronavirus s'était propagé dans 18 pays, l'OMS déclare que l'épidémie est une urgence de santé publique de portée internationale (USPPI),. 

### Déroulement de l'épidémie
Le taux de létalité du Covid-19 a été bien inférieur à celui du SRAS en 2003, mais la transmission a été significativement plus élevée, avec un nombre total de morts important.  

#### Vague 1: cas importés de Chine (janvier 2020)
Les autorités nationales ont commencé à signaler les cas suspects le 4 janvier, mais le premier cas d'infection confirmé a été signalé le 23 janvier, en la personne d'un touriste de Wuhan. Jusqu'au 30 janvier, il y avait au total 13 cas confirmés, tous des visiteurs chinois de Singapour,. 
Le premier cas impliquant un Singapourien a été confirmé le 31 janvier après son retour de Wuhan. Des procédures de recherche des contacts ont été mises en place pour identifier les personnes qui avaient été en contact étroit avec des cas confirmés ; et ces personnes ont été placés en quarantaine de 14 jours, afin de limiter la propagation potentielle du virus, .

#### Vague 2: premiers clusters locaux (février à mars 2020)
Ces cas importés conduisent finalement à la formation de grappes traçables de transmissions locales, des « clusters ». 
Le premier cluster a été signalé le 4 février à Yong Thai Hang, une boutique qui sert principalement des touristes chinois, où quatre femmes sans antécédents récents de voyage en Chine ont contracté le virus. Le magasin avait été touché pendant la visite d'un groupe de touristes du Guangxi, en Chine. Au cours de leur séjour à Singapour, ce groupe de touristes était également  passé dans d'autres endroits tels que la Diamond Industries Jewellery Company à Harbor Drive, où un autre cas s'est produit. Le groupe de touristes était retourné en Chine, et les autorités chinoises ont confirmé que deux des membres du groupe étaient infectés.  
Les autorités ont ensuite augmenté le niveau de l'état du système de réponse aux épidémies (DORSCON) du pays de jaune à orange après que d'autres cas d'origines peu claires sont apparus le 7 février,, le Premier ministre Lee exprimant son inquiétude à propos de certains cas sans chaîne de transmission connue les reliant à Wuhan ou à des cas dépistés à Singapour, disant qu'il pourrait devenir « futile d'essayer de retrouver chaque contact »,. 
D'autres clusters ont vu le jour à divers endroits, où il y a eu des rassemblements à grande échelle tels que des conférences d'affaires, des dîners du Nouvel An chinois et des activités liées à l'église.

#### Vague 3: nouvelle vague de cas importés lors du retour de Singapouriens et de résidents
Les cas importés sont également devenus une source d'infection en mars,.

#### Vague 4: extension des clusters et passage potentiel à une transmission communautaire
Tout au long de l'épidémie, les cas ont été rattachés à des clusters que plusieurs cas avaient visitées au cours d'une période donnée, avec des lieux comprenant des institutions religieuses, lieux de travail, des chantiers de construction, un certain nombre d'écoles, des événements privés, commerces de détail,,, et un hôpital.

#### Vague 5: contamination de la population de travailleurs migrants
Depuis début avril, la plupart des nouveaux cas se sont produits dans des dortoirs de travailleurs étrangers et des chantiers de construction, 23 008 des 25 346 cas confirmés étant des résidents de dortoirs au 13 mai,,. Le plus grand nombre de cas quotidiens a été signalé le 20 avril, avec 1 426, le dernier cas importé le 10 mai,,.

#### 2021
En septembre 2021, Singapour connaît une flambée des cas ; on compte plus de 800 cas positifs certains jours, au plus haut depuis près d’un an et demi, alors que la population a été vaccinée à 80% avec les vaccins de Pfizer et de Moderna. En novembre, 2 000 à 3 000 nouveaux cas sont enregistrés chaque jour.
Le gouvernement annonce en novembre que l’État ne prendra plus à sa charge les frais médicaux des personnes âgées de plus de douze ans non-vaccinées.

### Statistiques

Nombre de cas (bleu) et nombre de morts (rouge) en échelle logarithmique.

Le graphique montre le nombre total de cas confirmés en fonction du temps (par date) depuis le 23 janvier 2020, date du premier cas signalé à Singapour. L'axe vertical suit une échelle logarithmique. Dans un tel graphique (connu sous le nom de graphique semi-logarithmique ), une croissance exponentielle du nombre de cas apparaîtra sous la forme d'une ligne droite sur le graphique. La pente de la droite détermine le taux de croissance du nombre de cas, avec une pente plus raide représentant un taux de croissance plus élevé.
On lit bien sur ce graphique l'apparition des premiers clusters locaux (février à mars 2020), qui forme la première marche d'une centaine de cas, puis le retour des Singapouriens et des résidents, portant le nombre de cas à un millier, puis la contamination de la population de travailleurs migrants formant une troisième marche de l'ordre de 20 000 cas.
La politique de Singapour pour contenir les infections du Covid-19 passe par le traçage et la mise en quarantaine des personnes ayant été en contacts étroits avec les cas avérés, en testant chaque cas de syndrome grippal et de pneumonie. Les forces de police de Singapour, les forces armées de Singapour et le ministère de la Santé se coordonnent pour effectuer un traçage agressif des contacts.
On peut noter sur le graphique l'écart important entre le nombre de cas avérés et le nombre de décès. À la date du 17 mars, Singapour avait signalé 27 356 cas avérés mais seulement 22 décès, ce qui correspond à un taux de létalité du virus de 0,08 % ; non pas que la Covid-19 tue moins à Singapour qu'ailleurs, mais essentiellement du fait du « traçage agressif » des cas, permettant de répertorier la quasi-totalité des infections.

## Impact domestique

### Impact économique
La pandémie en cours est susceptible d'avoir un impact significatif sur l'économie locale. Le 17 février, le ministère du Commerce et de l'Industrie (MTI) a abaissé la prévision de croissance du PIB de Singapour entre -0,5 % et 1,5 %. Cela est dû en grande partie au ralentissement des marchés d'exportation de Singapour, aux perturbations des chaînes d'approvisionnement mondiales, à une baisse du tourisme et à une baisse de la consommation intérieure. Le 26 mars 2020, MTI a déclaré qu'il pensait que l'économie se contracterait entre 1 % et 4 % en 2020. C'était après que l'économie ait reculé de 2,2 % au premier trimestre 2020 par rapport au même trimestre en 2019. Le 2 avril, l'agence de notation Moody's a dégradé le secteur bancaire de Singapour de perspectives « stables » à des perspectives « négatives » en raison de la hausse des créances douteuses et de la détérioration de la rentabilité à la suite de la pandémie de coronavirus. Il a été estimé par l'économiste Chua Hak Bin, le confinement du « briseur de cycle » à partir du 7 avril pourrait avoir un impact économique de l'ordre de 10 milliards de dollars. Kit Wei Zheng de Citigroup a fait valoir que l'économie se contracterait de 8,5 % en 2020 à la suite de l'extension des mesures annoncée le 21 avril. Avec le confinement imposé aux travailleurs étrangers, certains craignaient que les travaux de construction ne soient retardés jusqu'à 6 mois. 
Le 6 avril 2020, il a été annoncé au Parlement que le terminal 2 de l'aéroport de Changi serait fermé à compter du 1er mai pour 18 mois en raison de la pandémie de Covid-19 en cours. La fermeture du terminal 2 permettra également aux travaux d'agrandissement en cours annoncés en janvier 2020 d'être achevés jusqu'à 1 an avant la date prévue en 2023 au lieu de 2024. 

#### Emploi
Les données publiées par le ministère de la Main-d'œuvre ont montré que l'emploi total avait perdu 19 900 travailleurs au premier trimestre 2020, ce qui était la plus forte baisse depuis le SRAS en 2003. Les travailleurs étrangers étaient susceptibles d'être licenciés pendant la crise, car les mesures de soutien telles que le programme de soutien à l'emploi visaient principalement à subventionner les salaires du personnel local et non de tous les employés. Il y avait environ 22 200 employés étrangers de moins (à l'exclusion des employés de maison) entre décembre 2019 et mars 2020.

#### Inflation
L'inflation globale est tombée à 0,3 % en février 2020 sur une base annuelle, la première fois cette décennie que l'inflation est devenue négative. Cela était également dû à la rupture des chaînes d'approvisionnement en raison de la Covid-19. 

#### Bourse
Le 9 mars, le Straits Times Index a chuté de 6,03 % en raison de l'impact de la Covid-19, aggravé par la guerre des prix du pétrole. L'indice a de nouveau chuté de 3,8 % trois jours plus tard, après l'annonce de nouvelles mesures, l'Organisation mondiale de la santé déclarant une pandémie.

#### Tourisme et événements
En tant que l'un des pays les plus touchés par la pandémie, le tourisme à Singapour a chuté, le Singapore Tourism Board prévoyant une baisse de 25 à 30 % des arrivées de visiteurs par rapport à l'année précédente. Plusieurs pays ont imposé des restrictions de voyage à Singapour. Le Premier ministre Lee Hsien Loong a encouragé les Singapouriens à effectuer un séjour local pour atténuer la baisse de la demande touristique.

### Impact sociétal

#### Shopping local
L'industrie du commerce de détail et de l'alimentation a été fortement affectée par la baisse des dépenses de consommation. Le trafic piétonnier dans les centres commerciaux a diminué certains centres commerciaux ayant choisi de réduire leurs heures d'ouverture. Les locataires poussent les propriétaires à obtenir des remises de loyer, invoquant une baisse importante des revenus. 
Plusieurs centres commerciaux et propriétaires, dont l'aéroport Jewel Changi et CapitaLand, ont mis en place des remises de loyers. L'Agence nationale pour l'environnement (NEA) a également mis en œuvre des exonérations et des remises de loyer pour tous les commerçants des centres de colportage exploités par la NEA ou des opérateurs désignés par la NEA.
Selon CapitaLand en février 2020, le trafic piétonnier dans les centres commerciaux était presque revenu à la normale. Cependant, le 28 mars, après que le gouvernement a rappelé au public de rester chez lui et de ne pas visiter les lieux sauf si cela était essentiel, le Straits Times a indiqué que le quartier commerçant d'Orchard Road était sensiblement plus calme. 
En réponse aux mesures de confinement du gouvernement pour avril, Suntec City a annoncé qu'elle renoncerait au loyer de tous les locataires pour le mois d'avril. 

#### Achat de panique et escroquerie
L'achat de panique et la hausse des prix des équipements de protection individuelle (EPI) tels que les masques ont commencé avec le premier cas confirmé de Covid-19 à Singapour le 23 janvier 2020. Le 24 janvier, les masques N95 et chirurgicaux étaient épuisés dans les points de vente. Le ministère de la Santé a assuré au public qu'il y avait suffisamment de masques N95 en cas de forte augmentation de la demande.  Cela a incité les détaillants locaux, dont NTUC FairPrice, Watsons et Guardian, à imposer des limites sur le nombre de masques, de désinfectants pour les mains et de thermomètres que chaque consommateur peut acheter. Le gouvernement a exhorté le public à ne porter des masques qu'en cas de malaise, invoquant des modes de consommation non durables et la possibilité d'un faux sentiment de sécurité,. 
La pénurie de masques et d'autres EPI a poussé de nombreux détaillants à faire du profit en faisant des prix et en scalpant. Cela comprenait à la fois les magasins locaux et les détaillants sur les plateformes de commerce électronique. Le gouvernement a applaudi les plateformes Carousell et Qoo10 pour avoir menacé de suspendre les profiteurs.  Le contrôleur gouvernemental des prix a également lancé des avertissements aux détaillants qui se livrent à des hausses de prix et ont demandé des informations aux plateformes de commerce électronique sur les profiteurs potentiels,. 
L'achat de panique et la thésaurisation des produits essentiels tels que le riz, les nouilles instantanées et le papier toilette ont eu lieu avec l'augmentation du niveau DORSCON du jaune à l'orange le 7 février 2020, avec des étagères vides dans les supermarchés en quelques heures. En réponse, le gouvernement et les détaillants locaux ont déclaré qu'il y avait suffisamment de produits essentiels, exhortant les Singapouriens à ne pas accumuler,. La chaîne de supermarchés locale NTUC FairPrice a imposé des limites sur la quantité d'articles essentiels que chaque consommateur peut acheter, ces limites étant initialement fixées pour les produits en papier, les produits à base de riz, les paquets de nouilles instantanées et les légumes. NTUC FairPrice et Dairy Farm Singapore ont annoncé qu'elles instaureraient des horaires spécifiques pour les membres de la communauté les plus vulnérables tels que les membres de Pioneer Generation . 
Une deuxième vague d'achats de panique et de thésaurisation s'est produite le 17 mars lorsque la Malaisie a annoncé son verrouillage à partir du 18 mars, suscité par les craintes de pénuries alimentaires. Le gouvernement a précisé que le flux de marchandises, de marchandises et de vivres entre Singapour et la Malaisie va se poursuivre, exhortant le public à ne pas paniquer l'achat. Ils ont ajouté que Singapour dispose de diverses sources de produits essentiels et ne fait pas face à une pénurie immédiate de produits alimentaires ou essentiels. NTUC FairPrice a élargi sa liste d'articles limités par consommateur pour inclure les œufs, les légumes et la volaille. 10 jours plus tard, NTUC FairPrice a élargi sa liste pour inclure les aliments en conserve, l'huile de cuisson et la viande congelée, avec des limites d'achat réduites pour les produits en papier. 

#### Services religieux
Même lorsque DORSCON a été élevé à Orange le 7 février, plusieurs événements religieux ont toujours eu lieu. L'un d'eux était la possession de Thaipusam, qui prenait plusieurs précautions comme la prise de température et la fourniture de désinfectants pour les mains et de masques pour assurer les fidèles. L'événement a fini par attirer 11 500 personnes, le taux de participation le plus élevé depuis 2013 Un autre événement a été l'événement du Festival des lanternes à Loyang, qui a attiré la moitié de la participation habituelle à environ 3 000 personnes. 
L'Église catholique de Singapour a annoncé qu'elle suspendait indéfiniment les messes à partir du 15 février à midi. Elles devaient reprendre le 14 mars mais continuent d'être suspendues indéfiniment à la suite de la déclaration de pandémie de l'Organisation mondiale de la santé. 
Le Conseil religieux islamique de Singapour a demandé aux musulmans de prendre des précautions pour maintenir l'hygiène personnelle tandis que la Fédération bouddhiste de Singapour a conseillé aux temples d'annuler leurs activités. Certaines églises ont choisi de suspendre les services, de les diffuser en direct à la place. Les institutions religieuses ont intensifié les procédures de désinfection.  
Le 12 mars, le Conseil religieux islamique de Singapour a annoncé la fermeture de toutes les mosquées pendant cinq jours à compter du 13 mars pour désinfection, à la suite de l'infection de deux personnes d'un rassemblement en Malaisie. Les prières ont été annulées le 13 mars et les activités ont cessé jusqu'au 27 mars. La fermeture des mosquées est prolongée jusqu'à nouvel ordre. 
Les temples hindous et les temples sikhs ont également enregistré une baisse de fréquentation. Les temples hindous de Singapour ont renforcé les mesures de précaution telles que la vérification de la température des visiteurs. Certains temples hindous ont mis en place des mesures pour assurer la diffusion en direct de puja pour les fidèles. Certains temples sikhs ont dû suspendre leurs services langar. Cependant, cinq temples privés fournissaient du langar à plus petite échelle. La plupart des processions ont également été annulées.

#### Travailleurs transfrontaliers bloqués basés en Malaisie
Le 16 mars, le gouvernement malaisien a annoncé un ordre de contrôle des mouvements (mouvement control order, MCO) qui est entré en vigueur le 18 mars, empêchant les Malaisiens de quitter le pays. Avec environ 300 000 Malaisiens, soit près d'un dixième de la main-d'œuvre singapourienne travaillant à Singapour, le MCO devrait affecter considérablement l'économie de Singapour, y compris les secteurs fournissant des services essentiels.
Les autorités singapouriennes et malaisiennes se sont rapidement efforcées de faire en sorte que les marchandises essentielles puissent toujours franchir les deux points de contrôle terrestres et des ajustements plus poussés des dispositions de transport ont été effectués par la suite, car il y avait encore de la confusion chez certaines des sociétés d'approvisionnement en Malaisie,. 
Le MCO a provoqué de longues files d'attente aux postes de contrôle de l'immigration alors que les travailleurs malaisiens de Singapour se précipitaient pour récupérer leurs affaires et retourner à Singapour, tandis que les Singapouriens rentraient chez eux. Diverses entreprises de Singapour se sont précipitées pour trouver un logement temporaire pour leurs travailleurs avant l'entrée en vigueur du MCO. Le gouvernement de Singapour a conseillé aux travailleurs d'essayer de rester avec des parents, des amis et des collègues et de chercher un logement dans les hôtels, les dortoirs et les appartements de location si cela n'est pas possible. Le gouvernement fournit également 50 $ par travailleur par jour, jusqu'à 14 jours pour aider les employeurs à trouver un logement. Au 17 mars, le gouvernement a annoncé que 10 000 travailleurs malaisiens avaient été jumelés à un logement temporaire. Certains travailleurs n'ont pas pu trouver immédiatement un logement et ont dû dormir dans les espaces publics. En plus de l'offre monétaire ci-dessus, les autorités avaient mis en place d'autres mesures. Le ministère du Développement social et familial a réaffecté le Jurong East Sports Hall dans une zone de secours temporaire pour les travailleurs malaisiens restants qui n'ont pas pu trouver de logement temporaire immédiatement après le MCO, tandis que Le ministère de la Main-d'œuvre a intensifié les patrouilles pour rechercher de tels travailleurs bloqués. Un certain nombre de résidents avaient également décidé de proposer leurs chambres d'amis pour accueillir les travailleurs malaisiens à peu ou pas de frais.
Le MCO a entraîné la suspension de tous les services d'autobus entre Johor Bahru et Singapour. Alors que le service de train (KTMB Shuttle Tebrau) continue de fonctionner entre les deux points de contrôle, seuls les citoyens de retour dans leur pays respectif sont autorisés à monter à bord. Le verrouillage a également suscité des craintes de pénuries alimentaires, déclenchant une deuxième vague d'achat de panique et de thésaurisation d'articles essentiels. Le 26 avril, la Malaisie a annoncé que les Malaisiens souhaitant retourner en Malaisie devront obtenir des permis auprès du Haut-commissariat de Malaisie à Singapour. Mais le nombre de permis délivrés n'est que de 400.

### Assistance à d'autres pays
Le gouvernement de Singapour et le secteur privé ont envoyé des paquets de soutien à la suite de la pandémie de Covid-19 en Indonésie. Cela comprenait des kits de test et des équipements de protection individuelle,. 
Le gouvernement de Singapour a envoyé des écouvillons et d'autres fournitures en Malaisie afin d'aider à la collecte et au test des échantillons.
La Fondation Temasek a fait don de 30 000 kits de test à l'Inde et cela a été confirmé et remercié par le Haut Commissaire de l'Inde à Singapour, M. Jawed Ashraf. Spicejet, un transporteur à bas prix basé en Inde, exploitait des vols en provenance et à destination de Bangalore, Chennai et Singapour pour livrer les kits de test.

## Critiques et réactions

### Politique de traçage systématique
Les 18 février et 10 mars, l'OMS a salué les efforts de Singapour pour contenir les infections de Covid-19 par le traçage et la mise en quarantaine de contacts étroits, en testant chaque cas de syndrome grippal et de pneumonie, et « l'approche pangouvernementale » de Singapour pour contenir la Covid-19. Les forces de police de Singapour, les forces armées de Singapour et le ministère de la Santé se coordonnent pour effectuer un traçage agressif des contacts. Alors que de nombreux experts médicaux internationaux ont salué les efforts de Singapour pour contrôler l'épidémie à Singapour, The New York Times a fait valoir que cela pourrait bien être la poursuite de l'érosion des libertés civiles.

### Conditions de vie dans les dortoirs des travailleurs étrangers
La pandémie a attiré l'attention des médias sur les conditions de vie dans les dortoirs des travailleurs étrangers. Les dortoirs seraient insalubres et surpeuplés, ce qui rendrait difficiles les mesures préventives comme la distanciation sociale. Le diplomate à la retraite Tommy Koh a critiqué les conditions de vie, le qualifiant de « tiers monde » et de « bombe à retardement en attente d'explosion ». Amnesty International a qualifié la situation de « recette du désastre ». La ministre de la Main-d'œuvre, Joséphine Teo, s'est engagé à améliorer les conditions de vie des travailleurs étrangers après le traitement de la quarantaine. 
Le 9 avril, le MOM a déclaré dans un communiqué de presse qu'il améliorerait la qualité des repas des travailleurs étrangers pendant la quarantaine et a constitué un groupe de travail pour améliorer les conditions de vie des travailleurs étrangers. Au 25 avril, 25 dortoirs étaient classés dans la zone d'isolement. Certains travailleurs en bonne santé sont également progressivement déplacés vers de nombreux locaux vides tels que les camps SAF, les blocs HDB, les hôtels flottants et le parc des expositions de Changi. Le 16 avril, la ministre de la Main-d'œuvre, Joséphine Teo, a déclaré qu'il y aurait une « stratégie à trois volets »; contenir la propagation, imposer des verrouillages et séparer les travailleurs des services essentiels.
Le ministre du Développement national, Lawrence Wong, a déclaré que le niveau de vie dans les dortoirs s'était régulièrement amélioré au fil des ans, et a suggéré que le problème était les dortoirs conçus pour la vie communautaire, où les travailleurs migrants mangeaient, vivaient et cuisinaient ensemble, et que le les précautions et garanties mises en place pour réduire certaines des activités non essentielles n'étaient pas suffisantes.

### Distanciation sociale dans les transports publics
De nombreux navetteurs ont reproché aux opérateurs des transports publics et à l'autorité des transports terrestres de ne pas contrôler la foule et manquaient de distanciation sociale dans les transports publics. C'était avant que le décret de contrôle Covid-19 (mesures temporaires) 2020 ne soit promulgué par la loi, qui exige la fermeture des écoles et des lieux de travail non essentiels. Le 9 avril 2020, LTA a annoncé qu'elle avait collé des autocollants dans les bus, les gares routières, les trains et les gares pour faire appliquer les mesures avec des officiers auxiliaires et des ambassadeurs des transports pour les faire respecter. La distance sociale continuera d'être maintenue après la levée des mesures du disjoncteur et le port du masque restera obligatoire.

### Évolution vers des restrictions de mobilités intérieures et transnationales
De janvier à octobre 2020, après avoir refusé de « s'isoler », Singapour a progressivement restreint ses mobilités intérieures et internationales, aboutissant en avril-juin 2020 à des restrictions généralisées, notamment de l'aéromobilité (concernant les touristes, hommes d'affaires, expatriés et citoyens d’outre-mer…).

Selon Lin et Yeoh (décembre 2020), la réponse de Singapour à la Covid-19 a mis en évidence une « inégalité de distribution des ressources, et des droits de citoyenneté, parmi les différents groupes transnationaux », et des dangers de bifurcation discriminatoire de flux transnationaux dans le monde post-pandémique.